# Luis Leite
Luis Leite (Rio de Janeiro, 08 de julho de 1979) é violonista e compositor brasileiro . Por conta do seu avô, um músico amador, que tocava violão todos os dias, a música esteve presente desde a sua infância. Luis se interessou por diferentes estilos, como jazz, música clássica e choro, e se apresentou profissionalmente pela primeira vez aos 14 anos com o Grupo Camerístico de Violões. 
Estudou violão na UNIRIO e se especializou na Fondazione Accademia Chigiana em Siena, na Itália. Depois disso, viveu por 10 anos em Viena onde recebeu o diploma de Bacharelato e mestre pela Universität für Musik Wien sob a orientação do renomado violonista Alvaro Pierri. De volta ao Brasil, assumiu a cátedra de Violão da Universidade Federal de Juiz de Fora e é o coordenador do programa de Bacharelado em Violão. 
Possui Doutorado (PhD) em Música pela UniRio desenvolvendo pesquisa sobre novas linguagens de improvisação musical. Foi também vencedor do XI Prêmio BDMG Instrumental em Belo Horizonte. 
Com intensa atividade internacional, Luis já se apresentou em mais de 30 países e já tocou ao lado de grandes nomes da música, como Mônica Salmaso, Hamilton de Holanda e Yamandu Costa. 
"Na música instrumental, o discurso musical é o protagonista e a pessoa tem o prazer de ouvir uma melodia expressiva, harmônica, que causa emoção. É música para ser sentida, não apenas escutada. Quanto mais calma e atenção a pessoa dedicar ao processo, mais ela será capaz de apreciar suas sutilezas”. 

## Discografia[6]
- (2009) Mundo Urbano
- (2014) Ostinato
- (2017) Vento Sul [7] [8]

## Prêmios
- Primeiro lugar no concursos internacional de violão John Duarte International Guitar Competition (Rust) [9]
- Primeiro lugar no Ivor Mairants International Guitar Competition [10]
- Apontado como um dos Melhores Instrumentistas da Música Brasileira de 2017 [11]
- Vencedor do XI Prêmio BDMG Instrumental [12]